# Jordanpark (Kaufbeuren)

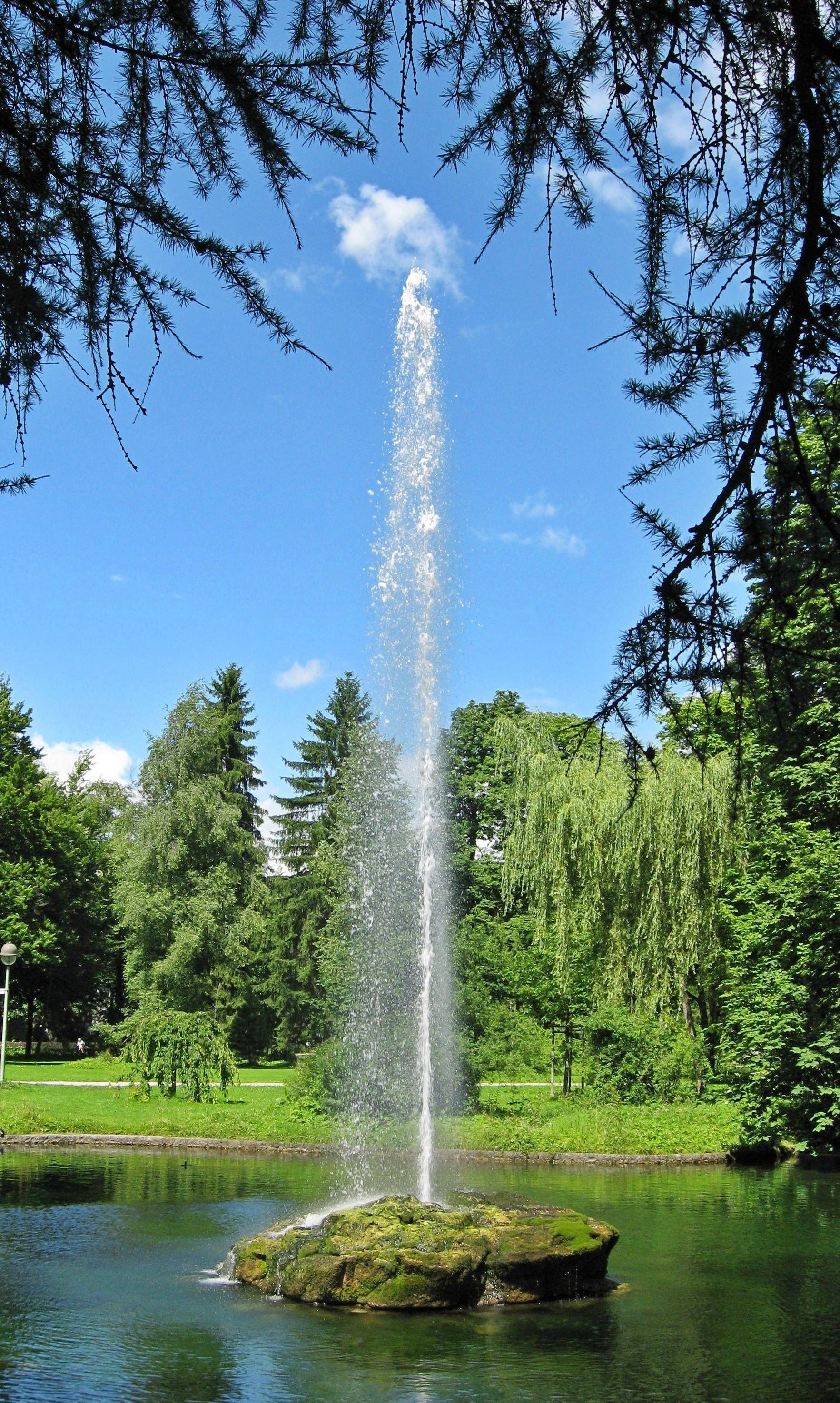
Springbrunnen

Der Jordanpark ist eine etwa 2,7 ha große englische Parkanlage  in Kaufbeuren.

## Geschichte
Der heute zwischen dem Bahnhof, Sportanlagen und Eisstadion gelegene Park wurde ab 1878 durch den zuvor gegründeten Gartenbau- und Verschönerungsverein geplant und von 1881-1890 auf einem rund zwei Hektar großen Grundstück im Besitz der Heinzelmann'schen Aussteuerstiftung angelegt und vom Verschönerungsverein Kaufbeuren bepflanzt. Die sumpfige Niederung lag damals zwischen dem 1854 erbauten Bahnhof und der Stadt.
In den Jahren 1891–1896 wurde der Park um einen Hektar in Richtung Nordwesten zur heutigen Johannes-Haag-Straße erweitert. Anders als im von Wasserläufen und Weihern geprägten Südwestteil dominieren hier großzügige, nordsüdlich ausgerichtete Wiesentäler.
Beim Bau wurden die vielen Quellen in mehrere Teiche und eine Vielzahl von Bachläufen gefasst. Der Name des Parks geht auf die Quellen des dort entspringenden Jordanbachs zurück und wird schon 1658 im Tagebuch des Kaufbeurer Crescentiaklosters als heilkräftig erwähnt. Bis Ende des 19. Jahrhunderts wurde das Quellwasser für die Trinkwasserversorgung der Stadt verwendet. 1895 wurde eine Hochdruckwasserleitung zur Wasserversorgung der Stadt fertiggestellt, welche die 22 öffentlichen Brunnen und 150 Wasserstellen im Stadtgebiet ersetzte. Die ausführende Baufirma Philipp Holzmann AG baute für einen Teil der nicht verbrauchten Bausumme einen großen Springbrunnen, der 1895 mit einem "Sedanfest" unter großer Beteiligung der Bevölkerung eröffnet wurde. 1891 wurden Schwäne angesiedelt, ein Jahr später ein Eisplatz gebaut, der ab 1893 elektrisch beleuchtet wurde. 

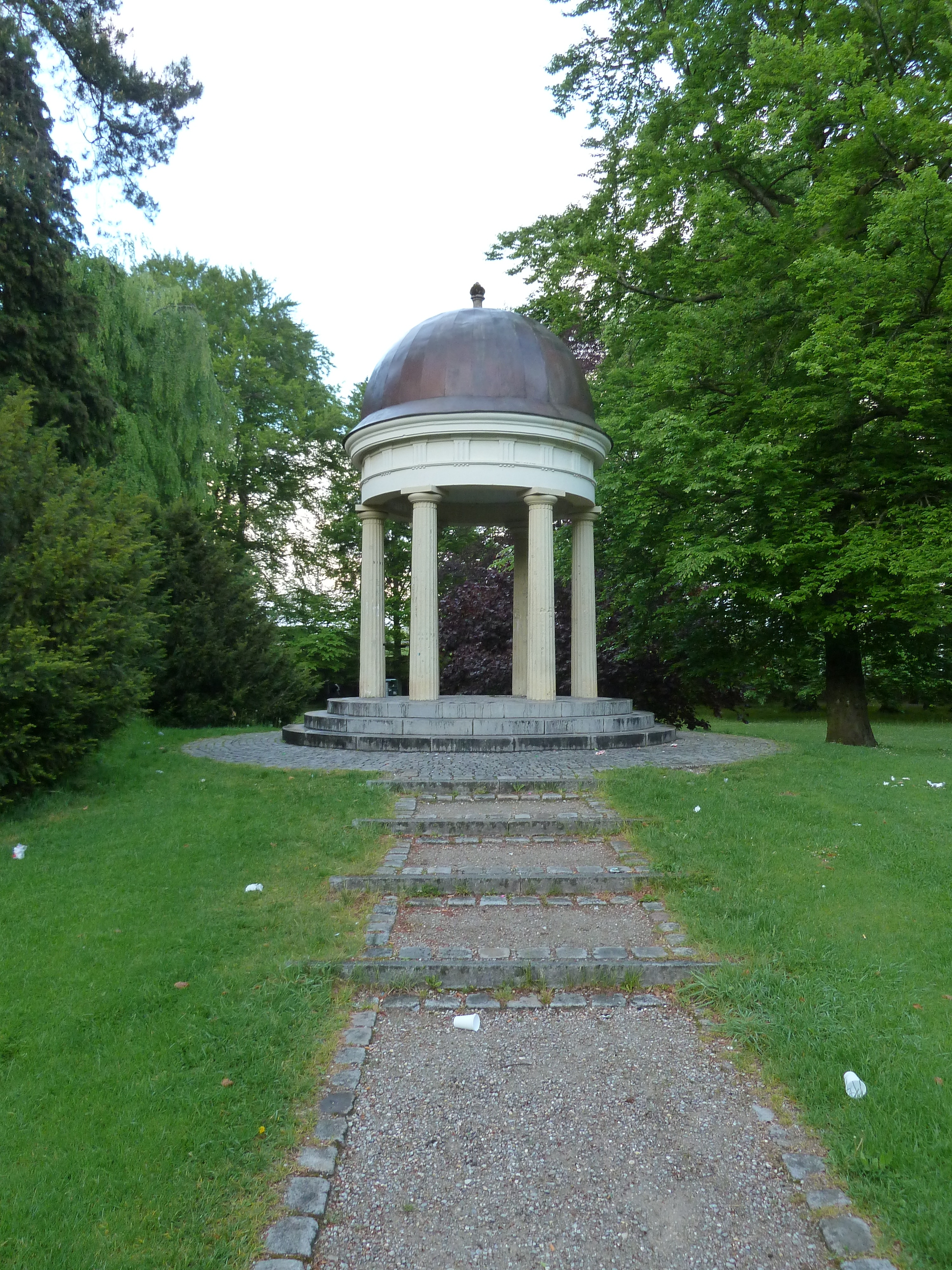
Monopteros

1896 stiftete Wilhelm Schweyer einen Monopteros, der allerdings erst 1910 gebaut wurde.
Bis zum Zweiten Weltkrieg wurde der Jordanpark auch als „Hindenburgpark“ bezeichnet.
Nach dem Zweiten Weltkrieg nutzte der ESV Kaufbeuren zeitweise den Eisweiher im Jordanpark als Spielstätte. 1956 wurde am Rande des Parks das Eisstadion am Berliner Platz gebaut, im Zuge des Baus wurde der Abfluss des Jordanbachs aus dem Park verlegt.
1987 wurde der Park für rund 650.000 Euro saniert.

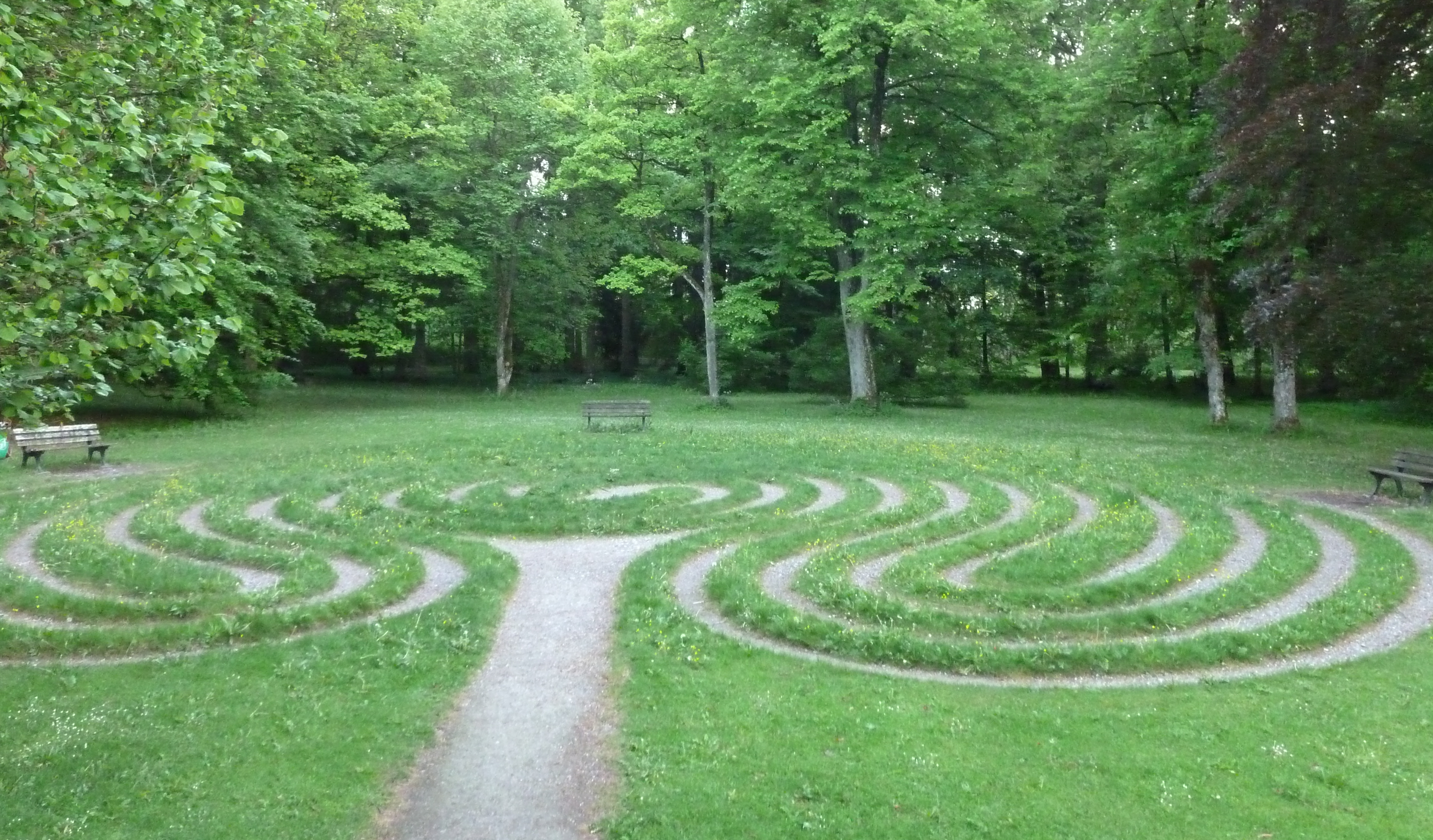
Wunderkreis

2002 wurde der Wunderkreis angelegt, ein Rasenlabyrinth mit 11 Umgängen, das dem 1846 bis 1937 bestehenden "Wunderkreis" im Kaufbeurer Tänzelhölzle nachempfunden ist. Das Labyrinth in der Form eines baltischen Rades hat 60 cm breite Wege, der Rasenstreifen misst 30 cm. Der gesamte Durchmesser beträgt 20,85 m, der Weg ins Zentrum ist 377 m lang.

## Heutige Nutzung
Heute wird der Park mit seinen Teichen, Wasserläufen, Brücken, einem Spielplatz und einem überwiegend aus der Gründungszeit stammenden Baumbestand als städtisches Naherholungsgebiet genutzt, in den Sommermonaten zunehmend auch für größere Veranstaltungen.